# Browser hijacker
Un browser hijacker (anglicisme signifiant littéralement « pirate de navigateur ») est un type de logiciel malveillant capable de modifier, à l'insu d'un utilisateur, certaines options de son navigateur web telles que la page de démarrage, la page d'erreur, ou la page de recherche, afin de le forcer à consulter d'autres pages que celles qui étaient définies auparavant.
CoolWebSearch, apparu en 2003, est l'un des premiers et des plus connus. Depuis 2014, c'est Delta Homes qui touche le plus de personnes avec pas moins de 400 millions de personnes concernées en mai 2015 .
Ils agissent sur la base de registre.

## Intérêt
Les pages que l'utilisateur est forcé de visiter du fait d'un browser hijacker sont mises en ligne par son concepteur, et contiennent des publicités pour lesquelles il est rémunéré ; les visites induites par le programme malveillant augmentent donc ses revenus publicitaires.
La technique est également utilisée pour afficher un message d'alerte à propos d'une infection (qui en réalité n'existe pas), avec un hyperlien vers un vendeur en ligne de logiciels anti-espion supposés remédier au problème ; ce vendeur est en réalité le concepteur du browser hijacker, et il bénéficie donc des achats effectués par les utilisateurs trompés.

## Sécurisation
La plupart des browser hijackers font en sorte que l'utilisateur n'ait plus la possibilité de régler manuellement, par le biais des options de son navigateur, les paramètres qu'ils ont manipulés, ou bien ils rétablissent leurs faux paramètres à chaque redémarrage. Un logiciel anti-espion est donc nécessaire ; certains anti-espions ont également un module résident capable de détecter en temps réel toute tentative de modification des paramètres susceptibles d'être touchés par un browser hijacker, demandant alors à l'utilisateur de confirmer la modification pour qu'elle soit effective.